# 我的身體，我的選擇

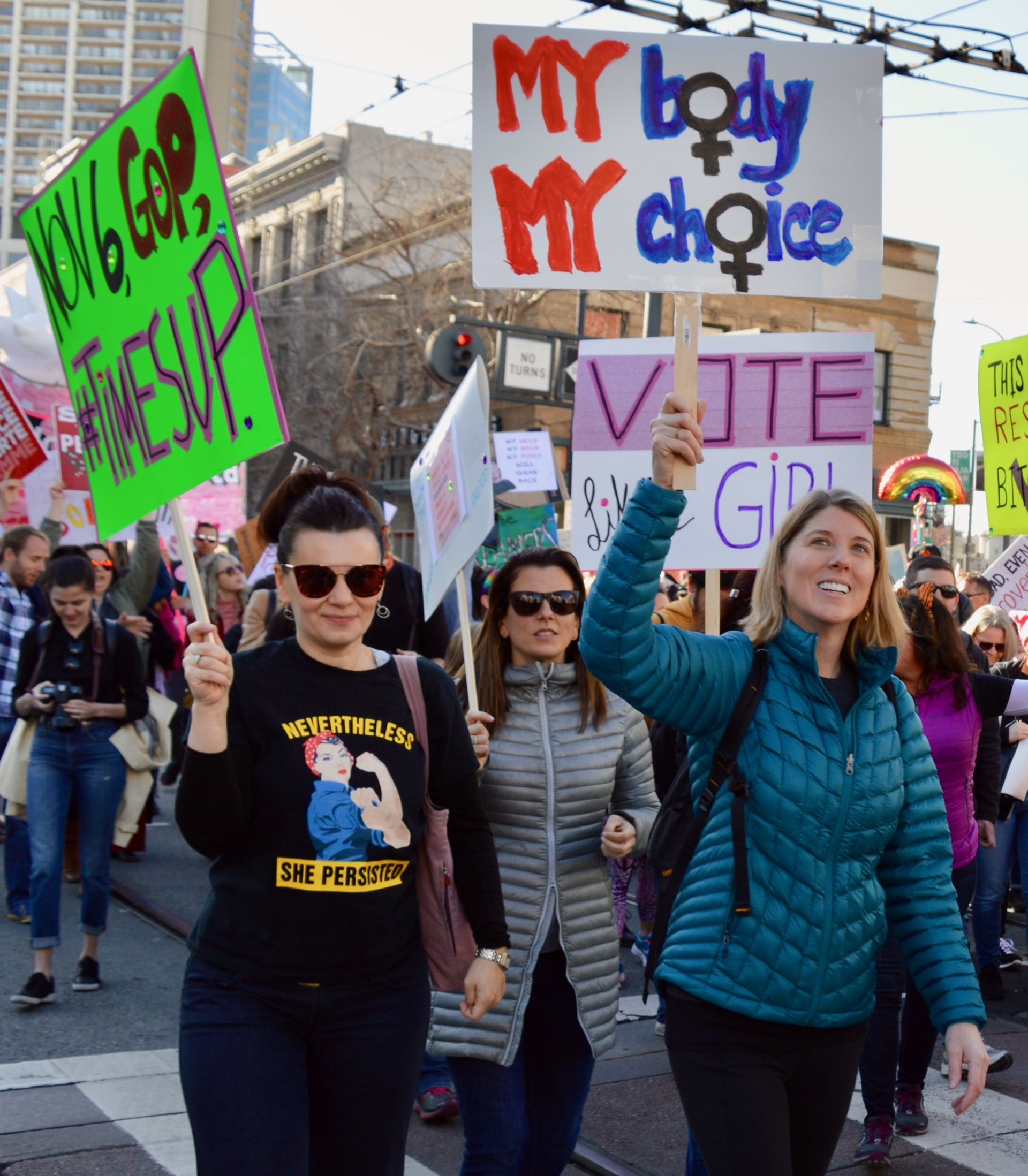
以「我的身體，我的選擇」口號所發起的反禁制墮胎運動。

我的身體，我的選擇（英語：my body, my choice）是一個現代英語用語。

## 使用
該詞語起源於為了爭取合法墮胎權利的人士，他們認為限制或禁止墮胎的法律是剝奪了女士對自己身體的自決權，因此選用了這口號表達自己的政治立法訴求及對抗反墮胎運動。在2019冠狀病毒病疫情全球爆發期間，這口號被反對強制配戴口罩或接種2019冠狀病毒疫苗的人士引用，認為是否配合這兩項抗疫的措施純屬個人自由，並抗拒政府或私人機構強制執行。